# Matthew Perry
Matthew Langford Perry (n. 19 august 1969, Williamstown⁠(d), Massachusetts, SUA – d. 28 octombrie 2023, Los Angeles, California, SUA) a fost un actor, scenarist și producător executiv canadiano-american, nominalizat la premiile Emmy și Globul de aur. Este cel mai bine cunoscut pentru rolul lui Chandler Bing în sitcom-ul american Friends (Prietenii tăi) (1994-2004), câștigând un premiu Screen Actors Guild în 1996, alături de ceilalți actori care au avut rolurile principale în serial (Outstanding Performance by an Ensemble in a Comedy Series). 
Perry a jucat în serialul de televiziune Studio 60 on the Sunset Strip și în filme precum Fools Rush In, Almost Heroes, The Whole Nine Yards, The Whole Ten Yards, The Ron Clark Story și Din nou la 17 ani. În 2010, a dat voce personajului Benny în jocul video Fallout: New Vegas.
Perry a fost cocreator, coscenarist, producător executiv și vedetă a sitcom-ului ABC Mr. Sunshine, care s-a difuzat din februarie până în aprilie 2011. În august 2012, el a jucat rolul prezentatorului sportiv Ryan King în sitcomul NBC Go On. Ulterior, Perry a colaborat la dezvoltarea sitcom-ului CBS The Odd Couple, în care a și jucat rolul lui Oscar Madison din 2015 până în 2017.

## Filmografie

### Film
| An   | Titlu                                | Rol                     | Note                         |
| ---- | ------------------------------------ | ----------------------- | ---------------------------- |
| 1988 | A Night in the Life of Jimmy Reardon | Fred Roberts            | Credited as Matthew L. Perry |
| 1989 | She's Out of Control                 | Timothy                 | Credited as Matthew L. Perry |
| 1989 | Fat Man and Little Boy               | Bomb Technician         | Nemenționat                  |
| 1994 | Getting In                           | Randal Burns            | Direct-to-video              |
| 1997 | Fools Rush In                        | Alex Whitman            |                              |
| 1998 | Almost Heroes                        | Leslie Edwards          |                              |
| 1999 | Three to Tango                       | Oscar Novak             |                              |
| 2000 | The Whole Nine Yards                 | Nicholas "Oz" Oseransky |                              |
| 2000 | The Kid                              | Mr. Vivian              | Cameo (uncredited)           |
| 2002 | Serving Sara                         | Joe Tyler               |                              |
| 2004 | The Whole Ten Yards                  | Nicholas "Oz" Oseransky |                              |
| 2007 | Numb                                 | Hudson Milbank          | Producător executiv          |
| 2008 | Birds of America                     | Morrie                  |                              |
| 2009 | 17 Again                             | Older Mike O'Donnell    |                              |

### Televiziune
| An        | Titlu                           | Rol                 | Note                                                               |
| --------- | ------------------------------- | ------------------- | ------------------------------------------------------------------ |
| 1979      | 240-Robert                      | Arthur              | Acting debut episod: "Bank Job"                                    |
| 1983      | Not Necessarily the News        | Bob                 | Episod: "Audrie in Love"                                           |
| 1985      | Charles in Charge               | Ed                  | Episod: "The Wrong Guy" Credited as Matthew L. Perry               |
| 1986      | Silver Spoons                   | Davey               | Episod: "Rick Moves Out"                                           |
| 1987      | Morning Maggie                  | Bradley McAllister  | Film de televiziune Credited as Matthew L. Perry                   |
| 1987–1988 | Boys Will be Boys               | Chazz Russell       | Series regular; 21 Episoade (also known as Second Chance)          |
| 1988      | Dance 'til Dawn                 | Roger               | Film de televiziune                                                |
| 1988      | Just the Ten of Us              | Ed                  | Episod: "The Dinner Test" Credited as Matthew L. Perry             |
| 1988      | Highway to Heaven               | David Hastings      | 2 episoade                                                         |
| 1989      | Empty Nest                      | Bill at 18          | Episod: "A Life in the Day"                                        |
| 1989      | Growing Pains                   | Sandy               | Recurring role; 3 episoade                                         |
| 1990      | Sydney                          | Billy Kells         | Series regular; 13 episoade                                        |
| 1990      | Who's the Boss?                 | Benjamin Dawson     | Episod: "Roomies"                                                  |
| 1990      | Call Me Anna                    | Desi Arnaz Jr.      | Film de televiziune Credited as Matthew L. Perry                   |
| 1991      | Beverly Hills, 90210            | Roger Azarian       | Episod: "April Is the Cruelest Month"                              |
| 1992      | Dream On                        | Alex Farmer         | Episod: "To the Moon, Alex!"                                       |
| 1992      | Sibs                            | Chas                | Episod: "What Makes Lily Run?"                                     |
| 1993      | Deadly Relations                | George Westerfield  | Film de televiziune                                                |
| 1993      | Home Free                       | Matt Bailey         | Series regular; 13 episoade                                        |
| 1994      | Parallel Lives                  | Willi Morrison      | Film de televiziune                                                |
| 1994      | L.A.X. 2194                     | Blaine              | Film de televiziune                                                |
| 1994–2004 | Friends                         | Chandler Bing       | Main role; 236 episoade                                            |
| 1995      | Caroline in the City            | Chandler Bing       | Episod: "Caroline and the Folks"                                   |
| 1995      | The John Larroquette Show       | Steven              | Episod: "Rachel Redux"                                             |
| 1997      | Saturday Night Live             | Host                | Episod: "Matthew Perry/Oasis"                                      |
| 2001      | The Simpsons                    | Himself             | Voice, Episod: "Treehouse of Horror XII"                           |
| 2002      | Ally McBeal                     | Todd Merrick        | 2 episoade                                                         |
| 2003      | The West Wing                   | Joe Quincy          | Recurring role; 3 episoade                                         |
| 2004      | Scrubs                          | Murray              | Episod: "My Unicorn" Also director                                 |
| 2005      | Friday Night Lights Short Scene | Football Player     | Television short                                                   |
| 2006      | The Ron Clark Story             | Ron Clark           | Film de televiziune                                                |
| 2006–2007 | Studio 60 on the Sunset Strip   | Matt Albie          | Series regular; 21 episoade                                        |
| 2011      | Childrens Hospital              | Himself             | Episod: "The Black Doctor"                                         |
| 2011      | Mr. Sunshine                    | Ben Donovan         | Series regular; 13 episoade Also creator/executive producer/writer |
| 2012–2013 | The Good Wife                   | Mike Kresteva       | Recurring role; 4 episoade                                         |
| 2012–2013 | Go On                           | Ryan King           | Series regular; 22 episoade Și producător executiv                 |
| 2014      | Cougar Town                     | Sam Johnston        | Episod: "Like a Diamond"                                           |
| 2014      | Playhouse Presents              | The Charismatic Man | Episod: "The Dog Thrower"                                          |
| 2015      | Web Therapy                     | Tyler Bishop        | 2 episoade                                                         |
| 2015–2017 | The Odd Couple                  | Oscar Madison       | Series regular; 38 episoade Și producător executiv/writer          |
| 2017      | The Good Fight                  | Mike Kresteva       | Recurring role; 3 episoade                                         |
| 2017      | The Kennedys: After Camelot     | Ted Kennedy         | Television miniseries; 4 episoade Și producător executiv           |
| 2021      | Friends: The Reunion            | Himself             | HBO Max special; Și producător executiv                            |

### Teatru
| An   | Titlu                                      | Rol   | Note                                           | Ref.   |
| ---- | ------------------------------------------ | ----- | ---------------------------------------------- | ------ |
| 2003 | David Mamet's Sexual Perversity in Chicago | Danny | At the Comedy Theatre in London's West End     | [ 23 ] |
| 2016 | Matthew Perry's The End of Longing         | Jack  | At the Playhouse Theatre in London's West End. | [ 24 ] |
| 2017 | Matthew Perry's The End of Longing         | Jack  | At the Lucille Lortel Theater, Off Broadway    | [ 24 ] |

### Jocuri video
| An   | Titlu              | Rol de voce | Ref.   |
| ---- | ------------------ | ----------- | ------ |
| 2010 | Fallout: New Vegas | Benny       | [ 25 ] |

### Specials
| An   | Titlu             | Rol                 | Note  |
| ---- | ----------------- | ------------------- | ----- |
| 2013 | TSN: The Hangover | Angry Matthew Perry | Cameo |

## Premii și nominalizări
| Premii                | An   | Categorie                                                        | Nominalizat în       | Rezultat     | Ref.   |
| --------------------- | ---- | ---------------------------------------------------------------- | -------------------- | ------------ | ------ |
| Golden Globe Awards   | 2007 | Best Actor in a Miniseries or Motion Picture Made for Television | The Ron Clark Story  | Nominalizare | [ 27 ] |
| Primetime Emmy Awards | 2002 | Outstanding Lead Actor in a Comedy Series                        | Friends              | Nominalizare | [ 28 ] |
| Primetime Emmy Awards | 2003 | Outstanding Guest Actor in a Drama Series                        | The West Wing        | Nominalizare | [ 28 ] |
| Primetime Emmy Awards | 2004 | Outstanding Guest Actor in a Drama Series                        | The West Wing        | Nominalizare | [ 28 ] |
| Primetime Emmy Awards | 2007 | Outstanding Lead Actor in a Miniseries or Movie                  | The Ron Clark Story  | Nominalizare | [ 28 ] |
| Primetime Emmy Awards | 2021 | Outstanding Variety Special (Pre-Recorded)                       | Friends: The Reunion | Nominalizare | [ 28 ] |

## Cărți (autor)
- Perry, Matthew (1 noiembrie 2022). Friends, Lovers, and the Big Terrible Thing: A Memoir. Foreword: Lisa Kudrow. New York: Flatiron Books. ISBN 978-1-250-86644-8. OCLC 1338841699.